# ISO 3166-2:PG

Papúa Nueva Guinea

ISO 3166-2:PG es la entrada para Papúa Nueva Guinea en ISO 3166-2, parte de los códigos de normalización ISO 3166 publicados por la Organización Internacional de Normalización (ISO), que define los códigos para los nombres de las principales subdivisiones (p.ej., provincias o estados) de todos los países codificados en ISO 3166-1.
En la actualidad, para Papúa Nueva Guinea los códigos ISO 3166-2 se definen para 1 distrito, 20 provincias y 1 región autónoma. Puerto Moresby es la capital del país y tiene un estatus especial, equiparable al de las provincias.
Cada código consta de dos partes, separadas por un guion. La primera parte es PG, el código ISO 3166-1 alfa-2 para Papúa Nueva Guinea. La segunda parte tiene tres letras.

## Códigos actuales
Los nombres de las subdivisiones se ordenan según el estándar ISO 3166-2 publicado por la Agencia de Mantenimiento ISO 3166 (ISO 3166/MA).
Pulsa sobre el botón en la cabecera para ordenar cada columna.
| Código | Nombre de la subdivisión (es) | Nombre de la subdivisión (en)            | Categoría de la subdivisión |
| ------ | ----------------------------- | ---------------------------------------- | --------------------------- |
| PG-NCD | Distrito Capital Nacional     | National Capital District (Port Moresby) | distrito                    |
| PG-CPM | Central                       | Central                                  | provincia                   |
| PG-CPK | Simbu                         | Chimbu                                   | provincia                   |
| PG-EHG | Tierras Altas Orientales      | Eastern Highlands                        | provincia                   |
| PG-EBR | Nueva Bretaña del Este        | East New Britain                         | provincia                   |
| PG-ESW | Sepik del Este                | East Sepik                               | provincia                   |
| PG-EPW | Enga                          | Enga                                     | provincia                   |
| PG-GPK | Golfo                         | Gulf                                     | provincia                   |
| PG-HLA | Hela                          | Hela                                     | provincia                   |
| PG-JWK | Jiwaka                        | Jiwaka                                   | provincia                   |
| PG-MPM | Madang                        | Madang                                   | provincia                   |
| PG-MRL | Manus                         | Manus                                    | provincia                   |
| PG-MBA | Bahía Milne                   | Milne Bay                                | provincia                   |
| PG-MPL | Morobe                        | Morobe                                   | provincia                   |
| PG-NIK | Nueva Irlanda                 | New Ireland                              | provincia                   |
| PG-NPP | Norte                         | Northern                                 | provincia                   |
| PG-SAN | Sandaun                       | West Sepik                               | provincia                   |
| PG-SHM | Tierras Altas del Sur         | Southern Highlands                       | provincia                   |
| PG-WPD | Occidental                    | Western                                  | provincia                   |
| PG-WHM | Tierras Altas Occidentales    | Western Highlands                        | provincia                   |
| PG-WBK | Nueva Bretaña del Oeste       | West New Britain                         | provincia                   |
| PG-NSB | Bougainville                  | Bougainville                             | región autónoma             |

## Cambios
Los siguientes cambios de entradas han sido anunciados en los boletines de noticias emitidos por el ISO 3166/MA desde la primera publicación del ISO 3166-2 en 1998, cesando esta actividad informativa en 2013.
| Informe                       | Fecha de emisión                     | Descripción del cambio reportado                                                                                             | Cambio de código o subdivisión                                                                             |
| ----------------------------- | ------------------------------------ | --- | --- |
| Boletín II-3                  | 2011-12-13 (corregido el 2011-12-15) | Reajuste administrativo, añaden términos administrativos locales genéricos Se actualizan: el origen de la lista y del código | Códigos:PG-NSA North Solomons (provincia) → PG-NSB Bougainville (región autónoma)                          |
| Plataforma en línea de la ISO | 2013-05-10                           | Notificación de nombre completo UN                                                                                           | |
| Plataforma en línea de la ISO | 2014-03-03                           | Se añade "the" ante el nombre completo en inglés                                                                             | |
| Plataforma en línea de la ISO | 2014-11-03                           | Se añaden dos provincias: PG-HLA y PG-JWK; cambia el nombre de la subdivisión PG-SAN Se actualiza el origen de la lista      | Subdivisiones añadidas:PG-HLA Hela PG-JWK Jiwaka Nombre cdambiado:PG-SAN Sandaun [West Sepik] → West Sepik |